# Прирічна
Прирі́чна (рос. Приречная) — присілок у складі Куртамиського округу Курганської області, Росія.
Населення — 39 осіб (2010, 66 у 2002).
Національний склад станом на 2002 рік:
- росіяни — 77 %